# My Favorite Wife
My Favorite Wife (Soția mea preferată) este un film de comedie romantică din 1940 regizat de Garson Kanin, produs și co-scris de Leo McCarey. În rolurile principale au interpretat Irene Dunne și Cary Grant. 
Irene Dunne joacă rolul unei femei, Ellen Arden, care, după ce a naufragiat pe o insulă tropicală de câțiva ani și a fost declarată moartă legal, se întoarce la [fostul ei] soț (Cary Grant) și la copiii ei. Este o adaptare a poeziei din 1864 a lui Alfred, Lord de Tennyson, „Enoch Arden”; drept omagiu, numele de familie al personajelor principale este Arden. În rolurile secundare apar: Gail Patrick în rolul femeii cu care Arden tocmai s-a căsătorit la întoarcerea primei sale soții și Randolph Scott în rolul bărbatului cu care soția sa dispărută ar fi stat pe o insulă. My Favorite Wife a fost al doilea film  al RKO ca încasări din 1940, după Kitty Foyle.

## Prezentare
După șapte ani, avocatul Nick Arden o declară legal decedată pe soția sa Ellen, dispărută când nava ei s-a pierdut, pentru a se putea căsători cu Bianca. Ellen, însă, a naufragiat pe o insulă pustie și a fost salvată. Când se întoarce acasă, află că Nick tocmai a plecat în luna de miere cu a doua lui soție.
Când Ellen îl urmărește înainte de prima noaptea din luna de miere, el nu mai știe cum să-i dea vestea Biancăi. El continuă să amâne această treabă neplăcută. Între timp, Bianca devine frustrată de comportamentul ciudat al lui Nick (în special de neconsumarea căsniciei lor) și cheamă un psihiatru, dr. Kohlmar. Alte complicații apar atunci când un expert în asigurări îi menționează lui Nick un zvon că Ellen nu a fost singură pe insulă, ci a stat în compania unui Stephen Burkett și că își spuneau unul altuia Adam și Eva. Când Nick o confruntă pe Ellen, ea angajează un vânzător de pantofi care să se prefacă a fi Stephen, dar Nick l-a găsit deja pe adevăratul Stephen.
Nick încearcă să explice situația Biancăi și doctorului Kohlmar, dar ei nu îl cred... până când este arestat sub acuzația de bigamie. În instanță, judecătorul Bryson, același judecător care a declarat-o pe Ellen moartă legal și i-a căsătorit, de asemenea, pe Nick cu Bianca, anulează a doua căsătorie. În acel moment, Ellen nu mai este sigură de sentimentele lui Nick pentru ea. Stephen o cere să se căsătorească cu el și să se întoarcă cu el pe insulă, dar ea încă îl iubește pe Nick. În cele din urmă, Nick și Ellen se împacă. 

## Distribuție
- Irene Dunne - Ellen Arden
- Cary Grant - Nick Arden
- Randolph Scott - Stephen Burkett
- Gail Patrick - Bianca Bates
- Ann Shoemaker - Ma, mama lui Nick
- Scotty Beckett - Tim, fiul lui  Nick și Ellen
- Mary Lou Harrington - Chinch, fiica lui  Nick și Ellen
- Donald MacBride - recepționer la hotel
- Hugh O'Connell - Johnson, expert în asigurări
- Granville Bates - Judecător Bryson
- Pedro de Cordoba - Dr. Kohlmar

## Producție și primire
Filmul a avut un buget de 921.000 $ și încasări de 2.057.000 $, fiind al doilea film al RKO ca încasări din 1940, după Kitty Foyle.
În 1991, Pauline Kael a evaluat My Favorite Wife drept „cea mai faimoasă și mai amuzantă” versiune modernă a poveștii lui Tennyson „Enoch Arden” (1864). Ea a scris că „Garson Kanin avea 27 de ani (și era cel mai plin de viață) când a regizat acest succes screwball-clasic".

## Refacere
S-a încercat o refacere a filmului în 1962, de către 20th Century Fox sub titlul  Something's Got to Give în regia lui Stephen Burkett, cu Marilyn Monroe, Dean Martin și Cyd Charisse în rolurile principale. Problemele au apărut încă de la început, mai ales din cauza eșecului lui Monroe de a se prezenta la timp la serviciu. Monroe a fost concediată și Martin s-a retras când studioul a încercat să dea rolul lui Monroe lui Lee Remick. Există o recreare a cadrelor supraviețuitoare, adunate în filmul neterminat Something's Got to Give, alături de unele scene refăcute cu Remick.
În 1963, 20th Century Fox a refăcut în cele din urmă filmul ca Move Over, Darling, cu Doris Day și James Garner în rolurile principale.
Scena lui Cary Grant în lift, în care a văzut-o pe prima lui soție, Irene Dunne, a fost refăcută într-o scenă similară din filmul din 1998 Capcană pentru părinți (The Parent Trap), când Dennis Quaid, într-un lift, își vede soția de care s-a despărțit, interpretată de Natasha Richardson. 